# Sonic CD
Sonic the Hedgehog CD là một trò chơi platform năm 1993 được phát triển bởi Sega cho Sega CD. Điều khiển nhân vật Nhím Sonic, người chơi cố gắng bảo vệ một thiên thể ngoài Trái Đất, Little Planet, khỏi Tiến sĩ Eggman.
Sonic CD dự định ban đầu sẽ là một port của trò chơi Sonic the Hedgehog (1991) cho hệ máy Sega Genesis, nhưng sau đó được phát triển thành một dự án riêng biệt.